# 小行星1857
小行星1857（1857 Parchomenko）是一颗围绕太阳公转的小行星。1971年8月30日，塔瑪拉·斯米爾諾娃在克里米亚发现了此天体。
該小行星以烏克蘭天文學家普拉斯科維亞·格裡吉耶夫娜·帕爾科緬科（Praskoviya Georgievna Parchomenko）命名。
这颗小行星的绝对星等为173.6437388104981等。